# Distretto di Huacaña
Il distretto di Huacaña è uno degli undici distretti della provincia di Sucre, in Perù. Si trova nella regione di Ayacucho e si estende su una superficie di 132,73 chilometri quadrati.

Ha per capitale la città di Huacaña e nel censimento del 2005 contava 633 abitanti.